# 小田原市消防団
小田原市消防団（おだわらししょうぼうだん）は、消防組織法に基づいて小田原市に設置される消防機関である。

## 概要
所在を神奈川県小田原市前川に置いている。第1分団から第22分団まで存在し、南地区、北地区、東地区の3ブロックに分かれている。受持区域は下記の表の通り。平成25年度より女性団員の募集を始めた。
| 分団     | 受持区域                       |
| -------- | ------------------------------ |
| 第1分団  | 栄町・浜町・城内               |
| 第2分団  | 本町・南町・城山               |
| 第3分団  | 東町                           |
| 第4分団  | 早川地域                       |
| 第5分団  | 片浦地域                       |
| 第6分団  | 風祭・入生田・水之尾           |
| 第7分団  | 板橋・南板橋                   |
| 第8分団  | 寿町・中町                     |
| 第9分団  | 扇町・井細田・多古             |
| 第10分団 | 荻窪                           |
| 第11分団 | 久野                           |
| 第12分団 | 蓮正寺・中曽根・飯田岡・堀之内 |
| 第13分団 | 穴部・府川・北ノ窪・小台・新屋 |
| 第14分団 | 曽比・栢山                     |
| 第15分団 | 飯泉・成田・桑原               |
| 第16分団 | 下府中地域                     |
| 第17分団 | 酒匂・小八幡                   |
| 第18分団 | 国府津・田島                   |
| 第19分団 | 上府中地域                     |
| 第20分団 | 下曽我地域                     |
| 第21分団 | 曽我地域                       |
| 第22分団 | 橘地域                         |